# Taubaté
Taubaté és una ciutat de l'estat brasiler de São Paulo, fundada en l'any de 1640. El 2022 tenia 310.739 habitants.

## Personatges il·lustres
- Hebe Camargo